# Monastero di Ciuflea
Il monastero del Santo Grande Martire Teodoro Tirone, noto come Monastero di Ciuflea (storicamente chiamato Chiesa di San Teodoro Tirone), è un monastero femminile situato a Chișinău, in Moldavia. Esso è un monumento di importanza nazionale iscritto nel Registro dei monumenti di storia e cultura della città. In epoca sovietica fu l'unica chiesa ortodossa della città a svolgere le funzioni religiose.

## Storia
Il monastero fu costruito nell'allora quartiere periferico di Chișinău Mălina Mică. La cattedrale fu edificata tra il 1854 e il 1858 dai fratelli Teodor e Anastasie Ciufli, e il suo primo parroco fu l'arcivescovo Ioan Butuc. Quando la chiesa fu elevata a cattedrale episcopale nel 1962, la parrocchia passò all'arciprete Valentin Dumbravă.
Il 17 luglio 2002, su richiesta della comunità monastica e su relazione del metropolita Vladimir, il Santo Sinodo della Chiesa ortodossa russa concesse all'edificio lo status di monastero. L'8 agosto seguente, il monastero ricevette il Certificato di registrazione n. 1652, emesso dal Servizio statale per i culti. Con decreto metropolitano, la carica di sacerdote-amministratore del monastero di nuova costituzione fu affidata all'arciprete Metrophore Teodor Roșca, che qui prestò servizio come guardiano (1992-1994), viceparroco (1994-1998) e parroco (1998- 2002).

## Architettura
Il monastero è costruito in stile antico con pietra bianca e nove cupole dorate. Oltre alla cattedrale, il complesso possiede una sezione socio-amministrativa che include la chiesa iemale dei Santi Arcangeli Michele e Gabriele, le celle per le monache, il museo d'arte della chiesa, una cucina e diversi ambienti atti alla vita monastica. La chiesa conserva diverse icone ed è l'unico edificio della città a possedere i reliquiari di san Nicola.